# José López Portillo y Rojas
José López Portillo y Rojas (Guadalajara, Jalisco; 26 de mayo de 1850-Ciudad de México, 22 de mayo de 1923) fue un jurista, académico, profesor, escritor y político mexicano. Se desempeñó como secretario de Relaciones Exteriores durante la presidencia de Victoriano Huerta en 1914 y gobernador de Jalisco de 1912 a 1914. Ocupó un asiento en la Academia Mexicana de la Lengua, donde sería su director de 1916 a 1923. Fue padre de José López Portillo y Weber y abuelo del presidente de México, José López Portillo.

## Biografía
Nació en Guadalajara en el seno de una familia prominente siendo hijo del gobernador de Jalisco Jesús López-Portillo y Serrano quien también había sido prefecto imperial, comisario y consejero de Estado del emperador Maximiliano I de México, y de su esposa María Rojas y Flores de la Torre, dama de la Corte de la Emperatriz Carlota de México.
Realiza estudios en Derecho y se recibe en 1871. Viajó por Estados Unidos, Europa y el Oriente y los sitios y las culturas que conoce le sirven para escribir el libro Egipto y Palestina, apuntes de viaje (1874). 
Por unos años se dedicó a ejercer y enseñar su profesión. Fue atraído por la vida política, llegando a ocupar diversos cargos. Se desempeñó como diputado federal de 1900 a 1908 durante las XX, XXI, XXII y XXIII Legislaturas del Congreso de la Unión. Fue senador de la República de 1908 a 1910 durante la XXIV Legislatura.
En las elecciones extraordinarias de México de 1911 es postulado por el Partido Católico Nacional al cargo de gobernador de Jalisco, triunfando sobre el candidato maderista Roque Estrada Reynoso. Posterior a esto, ocuparía el cargo de ministro de asuntos exteriores del gobierno de Victoriano Huerta. Después del movimiento revolucionario se dedica principalmente al magisterio y a la literatura.
El 31 de mayo de 1892, fue nombrado miembro correspondiente de la Academia Mexicana de la Lengua y miembro de número en 1903. Tomó posesión de la silla IV el 4 de agosto de 1905. Se desempeñó como secretario y en 1916 fue nombrado director de la institución, cargo que desempeñaría hasta su muerte. López Portillo escribió obras de carácter jurídico, filosófico, político, histórico y religioso. Cultivó casi todos los géneros literarios: poesía, cuento, novela, drama, crítica literaria y el periodismo. Pero sus obras más reconocidas son sus novelas en las que plasma su nacionalismo. Entre su producción destaca La Parcela (1904), La raza indígena, Seis Leyendas, El Derecho y la Economía Política y Enrique VIII de Inglaterra (1921).